# Franz Rudolf Jakob Rohr
Franz Rudolf Jakob Rohr (* 19. August 1831 in Bern; † 13. Januar 1888 ebenda) war ein Schweizer Ingenieur und Politiker. Von 1875 bis 1888 gehörte er dem Nationalrat an.

## Biografie
Franz Rudolf Jakob Rohr war der Sohn des Weissgerbers Franz Ludwig Rohr und der Elisabeth Jenner. Er studierte 1847 bis 1849 Naturwissenschaften an der Universität Bern und 1851 bis 1853 Ingenieurwissenschaften am Polytechnikum Karlsruhe. 1856 heiratete er Anna Maria Sophie Leuch. Ab 1861 war er Ingenieur in Belp, 1863 Forstgeometer des Kantons Bern und 1867 erster Kantonsgeometer. In den Jahren 1872 bis 1888 war er Regierungsrat und 1875 bis 1888 radikaler Nationalrat. Rohr förderte als Regierungsrat die Gürbe- und die Juragewässerkorrektion und setzte sich auch im Nationalrat für Gewässerkorrektionen und den Strassenbau ein. Nach dem Eisenbahnskandal von 1877 wurde er 1879 dank seiner Integrität und Kompetenz als einziger Regierungsrat wiedergewählt.